# ترنس‌آمریکا
ترنس‌آمریکا (به انگلیسی: Transamerica) نام کمدی-درامی است که در سال ۲۰۰۵ به کارگردانی دانکن تاکر ساخته شد. این فیلم موفق شد در رشتهٔ بهترین بازیگر نقش اول زن برای بازیِ فلیسیتی هافمن، نامزد جایزه اسکار شود.

## خلاصه داستان
بری اُزبورن، ترانس سکشوالی است که در آستانه عمل جراحی برای تغییر کامل جنسیت خویش قرار دارد. او که از مدت‌ها قبل برای انجام این عمل پس‌انداز کرده، ناگهان تلفنی از سوی پسری به نام توبی دریافت می‌کند که ادعا می‌کند ثمره تنها رابطه جنسی اش- زمانی که مذکر بوده- است. توبی در زندان است و یک نفر بایستی او را با دادن وجه الضمان آزاد کند. همزمان روانکاو بری نیز به او می‌گوید قبل از رویارویی با گذشته اش نمی‌تواند او را عمل کند. بری ناچار بر خلاف میل خود به نیویورک می‌رود و با دادن پولی که برای عمل جراحی خود پس‌انداز کرده بود، توبی را آزاد می‌کند. نقشه بری سپردن توبی به پدرخوانده اش است، اما در مواجهه با وی کار توبی و او به خشونت کشیده می‌شود. بری و توبی ناچار با همدیگر همسفر می‌شوند…